# Deutscher Juristinnenbund

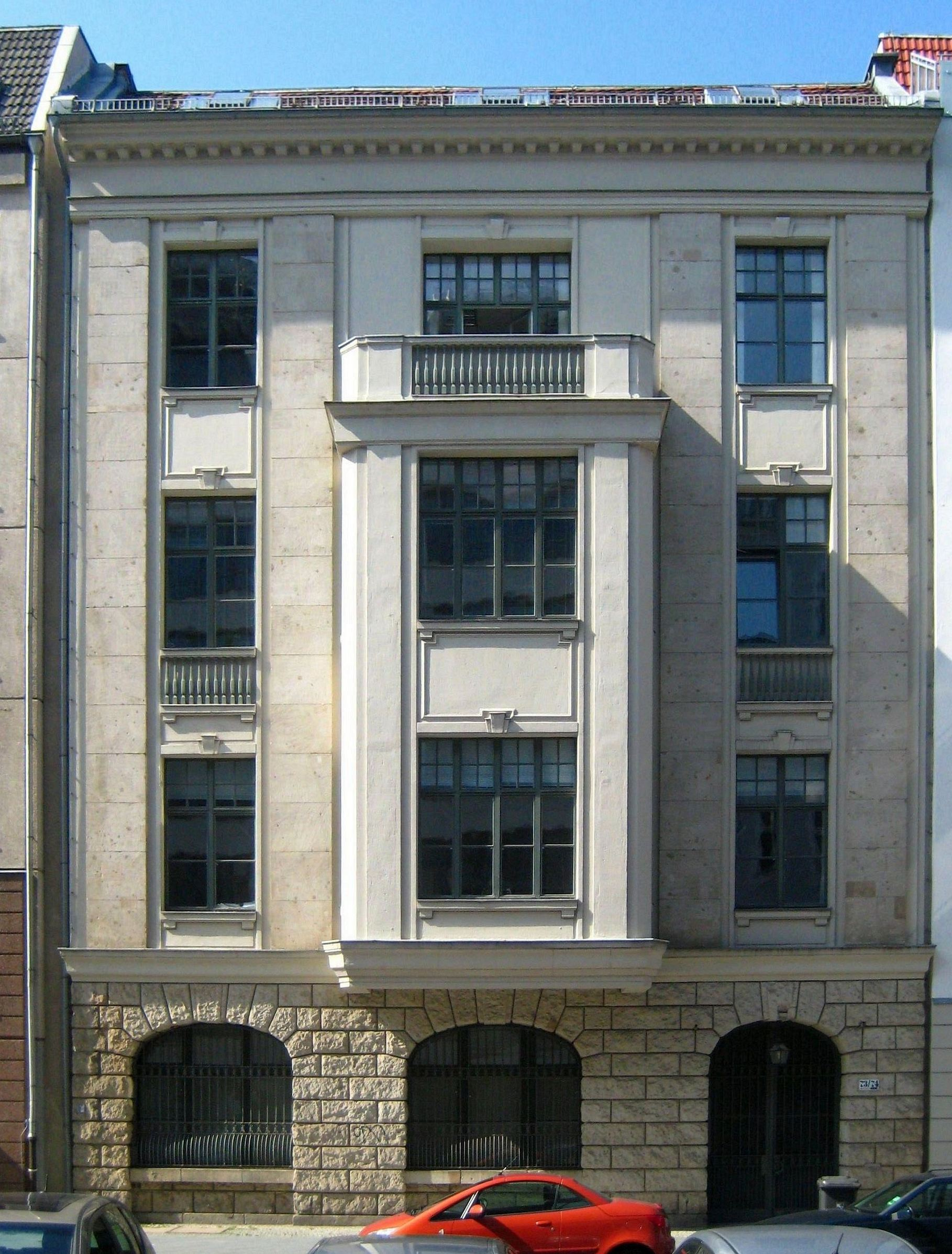
Kronenstraße 73–74, Berlin-Mitte

Der Deutsche Juristinnenbund e. V. (djb) ist ein 1948 gegründeter gemeinnütziger Verein von Frauen, die Rechts- oder Wirtschaftswissenschaften studieren oder studiert haben, der in der Nachfolge des 1914 gegründeten Deutschen Juristinnenvereins steht. Er hat seine Büroräume in der Kronenstraße in Berlin-Mitte.

## Geschichte
Auf Betreiben von Hildegard Gethmann wurde am 28. August 1948 die „Vereinigung weiblicher Juristen und Volkswirte“ gegründet. Gründungsmitglieder waren Luise Purps, Ruth Rogalski-Rohwedder, Anna Schlieper, Alma Schmidt-Perchner, Annette Schücking, Elisabeth Späth-Uden und Hildegard Gethmann. Vorbild für die Gründung war der Deutsche Juristinnenverein, der von 1914 bis 1933 existierte. 1950 wurde die Vereinigung von der Federacion International de Abogadas (FIDA) nach Rom eingeladen und als Mitglied aufgenommen.
1959 wurde der Name in Juristinnenbund (Vereinigung der Juristinnen, Volkswirtinnen und Betriebswirtinnen) und 1979 in Deutscher Juristinnenbund (Vereinigung der Juristinnen, Volkswirtinnen und Betriebswirtinnen) umbenannt. Die Abkürzung DJB wird seit der Schaffung eines Logos auch als djb verwendet.

## Aufgaben und Organisation
Der Verein will die „Fortentwicklung des Rechts auf allen Gebieten“ vorantreiben, setzt sich für die Gleichberechtigung und Gleichstellung der Frauen in allen gesellschaftlichen Bereichen und für die rechtliche Absicherung der Lebenssituation von Frauen, Kindern und älteren Menschen ein, bietet Fortbildungen an und führt wissenschaftliche Veranstaltungen durch. Er arbeitet mit ähnlichen Organisationen auf internationaler Ebene zusammen. Mitglied werden kann jede Frau, die Rechts- oder Wirtschaftswissenschaften studiert oder studiert hat, unabhängig von einer Berufsausübung. Die Organisation leistet Lobbyarbeit und dient der Förderung und Vernetzung ihrer Mitglieder.
Der Verein ist Mitglied im Netzwerk Europäische Bewegung. Der sich als unabhängig, überparteilich und überkonfessionell begreifende Zusammenschluss von über 4000 Juristinnen und Wirtschaftswissenschaftlerinnen hat seinen Sitz in Dortmund, die Bundesgeschäftsstelle ist in Berlin.
Bekannte Mitglieder waren u. a. Marie-Elisabeth Lüders, Wiltraut Rupp-von Brünneck, Elisabeth Selbert, Erna Scheffler und Elisabeth Schwarzhaupt.
Ab 2011 war die inzwischen am brandenburgischen Oberlandesgericht tätige Richterin Ramona Pisal drei Amtsperioden lang Präsidentin des Bundes. Im September 2017 wurde die Dortmunder Hochschullehrerin Maria Wersig zu ihrer Nachfolgerin gewählt. 2023 wurde die Rechtsanwältin Ursula Matthiessen-Kreuder zur Präsidentin gewählt.

## Bisherige 1. Vorsitzende und Präsidentinnen
Quelle für den ganzen Abschnitt:
- 1949–1958: Hildegard Gethmann
- 1958–1960: Agnes Nath-Schreiber
- 1960–1963: Renate Lenz-Fuchs
- 1963–1965: Charlotte Graf
- 1965–1967: Hertha Engelbrecht
- 1967–1969: Renate Lenz-Fuchs
- 1969–1975: Helga-Christa Partikel
- 1975–1977: Renate Lenz-Fuchs
- 1977–1981: Lore Maria Peschel-Gutzeit
- 1981–1983: Annelies Kohleiss
- 1983–1989: Renate Damm
- 1989–1993: Antje Sedemund-Treiber
- 1993–1997: Ursula Raue
- 1997–2001: Ursula Nelles

Nach einer Satzungsänderung im September 2000 steht dem Deutschen Juristinnenbund statt einer Vorsitzenden eine Präsidentin vor:
- 2001–2005: Margret Diwell[7]
- 2005–2011: Jutta Wagner
- 2011–2017: Ramona Pisal
- 2017–2023: Maria Wersig
- seit 2023: Ursula Matthiessen-Kreuder

## Marie-Elisabeth-Lüders-Wissenschaftspreis
Der mit 3000 Euro dotierte, nach Marie-Elisabeth Lüders benannte Wissenschaftspreis wird alle zwei Jahre an Rechts- und Wirtschaftswissenschaftlerinnen vergeben, die sich in ihren wissenschaftlichen Arbeiten mit den Themen Recht, Geschlecht und Gleichstellung von Frauen und Männern auseinandersetzen. Er wurde von Melitta Büchner-Schöpf gestiftet.
Bisherige Preisträgerinnen:
- 2009: Marion Röwekamp
- 2011: Frauke Brosius-Gersdorf
- 2013: Nora Markard
- 2015: Berit Völzmann
- 2017: Frederike Misselwitz
- 2019: Cara Röhner
- 2021: Dana-Sophia Valentiner
- 2023: Anja Schmidt

## Aktionärinnen fordern Gleichberechtigung
Seit 2009 führt der djb das Projekt Aktionärinnen fordern Gleichberechtigung durch, mit dem Ziel, auf die Unterrepräsentanz von Frauen im Top-Management aufmerksam zu machen. Durch den Besuch der Hauptversammlungen von börsennotierten Unternehmen, darunter die aller 30 DAX-Unternehmen, und unter Nutzung des Auskunftsrechts (§ 131 AktG) von Aktionärinnen und Aktionären, werden die Unternehmen hinsichtlich ihrer Ziele, Strategien und Maßnahmen zur Besetzung von Führungspositionen befragt. Die Ergebnisse dieser Befragungen werden in Studien qualitativ und quantitativ analysiert und bewertet. Diese Studien sind bereits viermal erschienen.

## Schriften (Auswahl)
- Zeitschrift des Deutschen Juristinnenbundes – djbZ. Vierteljährliche Verbandszeitschrift, Nomos Verlag, Baden-Baden, doi:10.5771/1866-377X.
- Deutscher Juristinnenbund (Hrsg.): 55 Jahre djb – von 1948 bis 2003. Sonderausgabe, Berlin 2003 (Online, archiviert vom Original am 14. September 2016).
- Deutscher Juristinnenbund (Hrsg.): Juristinnen. Lexikon zu Leben und Werk. Nomos, Baden-Baden 2005, ISBN 3-8329-1597-4.
  - Juristinnen. Lexikon zu Leben und Werk. 2. Auflage. Nomos-Verlag, Baden-Baden 2024, doi:10.5771/9783748919766-1, ISBN 978-3-75601-437-8.

Aktionärinnen fordern Gleichberechtigung
- Bundesministerium für Familie, Frauen und Jugend (Hrsg.): Aktionärinnen fordern Gleichberechtigung – 2010. Erhöhung des Frauenanteils in Führungspositionen. Berlin, 2010 (PDF; 2,7 MB).
- Bundesministerium für Familie, Frauen und Jugend (Hrsg.): Aktionärinnen fordern Gleichberechtigung – 2011. Erhöhung des Frauenanteils in Führungspositionen im europäischen Kontext. Berlin, 2011 (PDF; 4,1 MB).
- Bundesministerium für Familie, Frauen und Jugend (Hrsg.): Aktionärinnen fordern Gleichberechtigung – 2012. Ziele, Strategien und Maßnahmen für mehr Frauen in Führungspositionen. Berlin, 2012 (PDF; 4,1 MB).
- Bundesministerium für Familie, Frauen und Jugend (Hrsg.): Aktionärinnen fordern Gleichberechtigung – 2009 bis 2013. Mehr Frauen in Führungspositionen. Fazit und Forderungen. Berlin, 2013.
- Bundesministerium für Familie, Frauen und Jugend (Hrsg.): Aktionärinnen fordern Gleichberechtigung – 2017. Mehr Frauen in Führungspositionen. Fazit und Forderungen. Berlin, 2017 (PDF; 2,7 MB, archiviert vom Original am 5. Februar 2020).

Schriftenreihe Deutscher Juristinnenbund
- Deutscher Juristinnenbund (Hrsg.): Juristinnen in Deutschland. Die Zeit von 1900 bis 2003 (= Schriftenreihe Deutscher Juristinnenbund. Bd. 1). 4. neu bearbeitete Auflage. Nomos, Baden-Baden 2003, ISBN 978-3-832-90359-6.
- Ursula Nelles, Dagmar Oberlies (Hrsg.): Reform der Nebenklage und anderer Verletztenrechte (= Schriftenreihe Deutscher Juristinnenbund. Bd. 2). Nomos, Baden-Baden 1998, ISBN 978-3-789-05269-9.
- Hildegard Becker-Toussaint (Hrsg.): Berufsorientierung und Karriereplanung. Informationen und Tipps für junge Juristinnen (= Schriftenreihe Deutscher Juristinnenbund. Bd. 3). Nomos, Baden-Baden 2000, ISBN 978-3-789-06803-4.
- Christine Kreuzer (Hrsg.): Frauen im Recht – Entwicklung und Perspektiven (= Schriftenreihe Deutscher Juristinnenbund. Bd. 4). Nomos, Baden-Baden 2001, ISBN 978-3-789-07436-3.